# Syzyniusz I (patriarcha Konstantynopola)
Syzyniusz I (Αρχιεπίσκοπος Σισίνιος Α΄ trb. Archiepiskopos Sisinios A΄ trl. Arhiepískopos Sisínios A΄; zm. 27 grudnia 427) – arcybiskup Konstantynopola w latach 426–427.  

## Życiorys
Został wybrany po czterech miesiącach wakatu. Urząd arcybiskupa Konstantynopola sprawował od 28 lutego 426 r. do śmierci. 